# Opanas Slastion
Opanas Slastion (1855-1933, en ukrainien : Опанас Георгійович Сластіон) est un ethnographe, folkloriste, dessinateur ukrainien.

## Biographie
En 1903 il faisait un premier enregistrement phonographique de Mykhaïlo Kravtchenko.

## Galerie

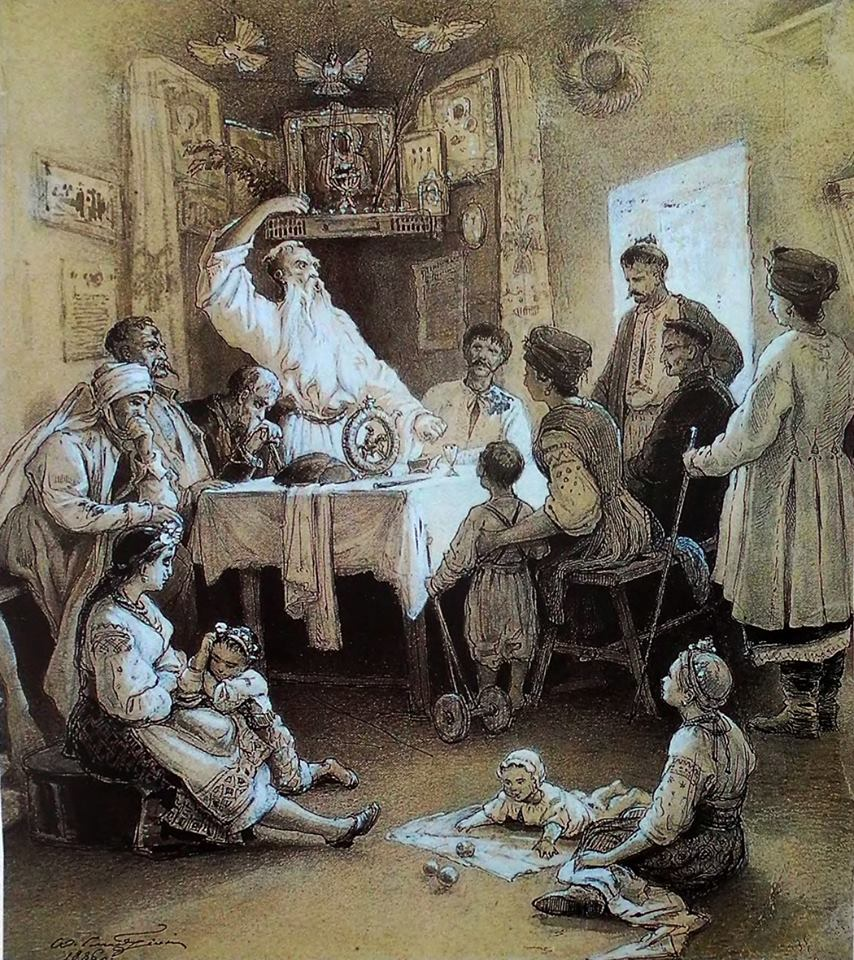
Haïdamaks pour l'illustration de 1886 du poème de Chevtchenko.
Projet pour la ville de Zemstvo.
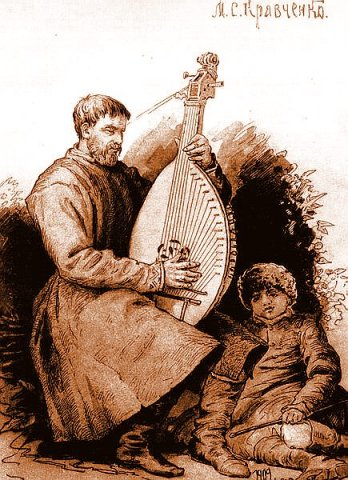
Kravtchenko et sa bandoura.
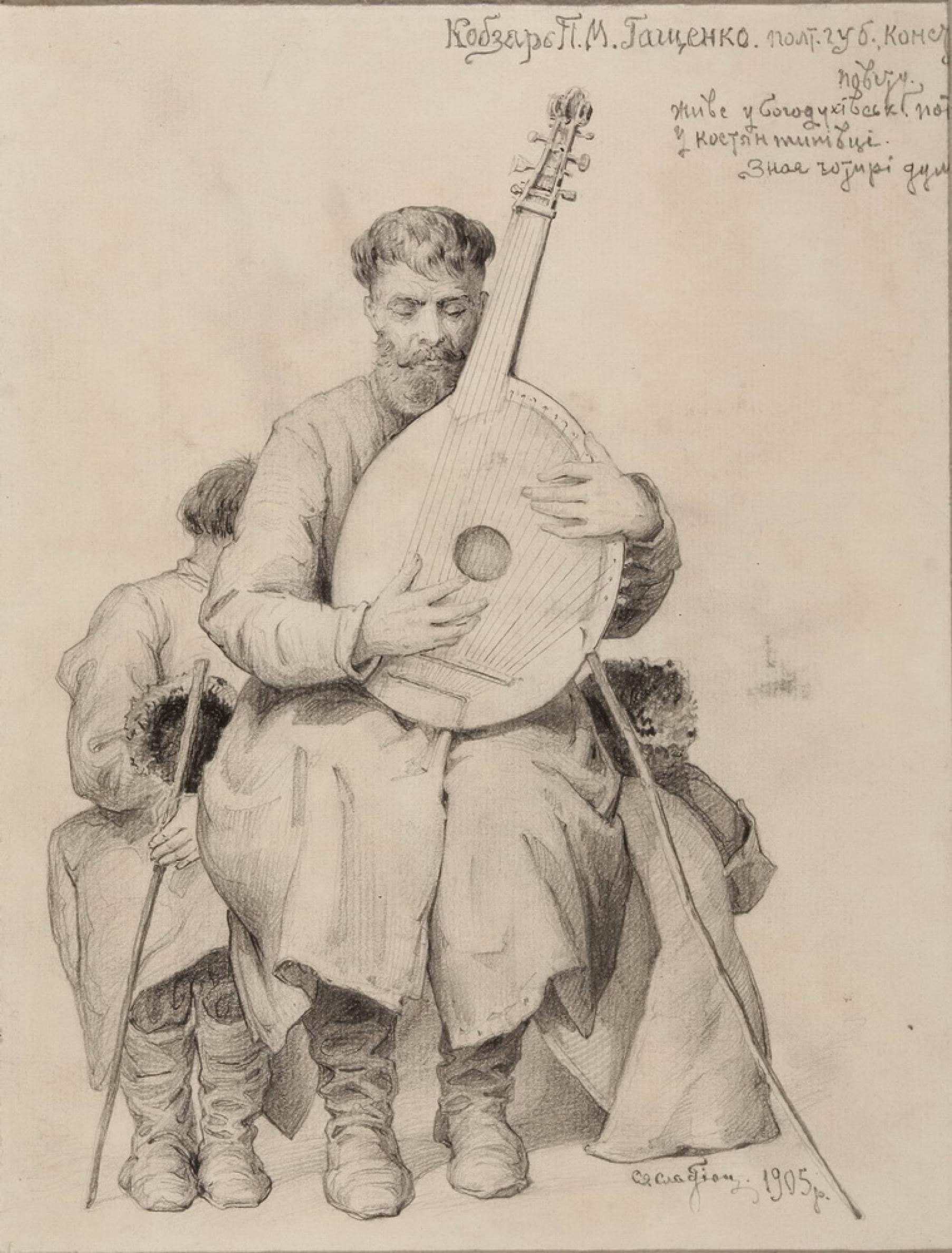
Pavlo Hachtchenko et sa bandoura.
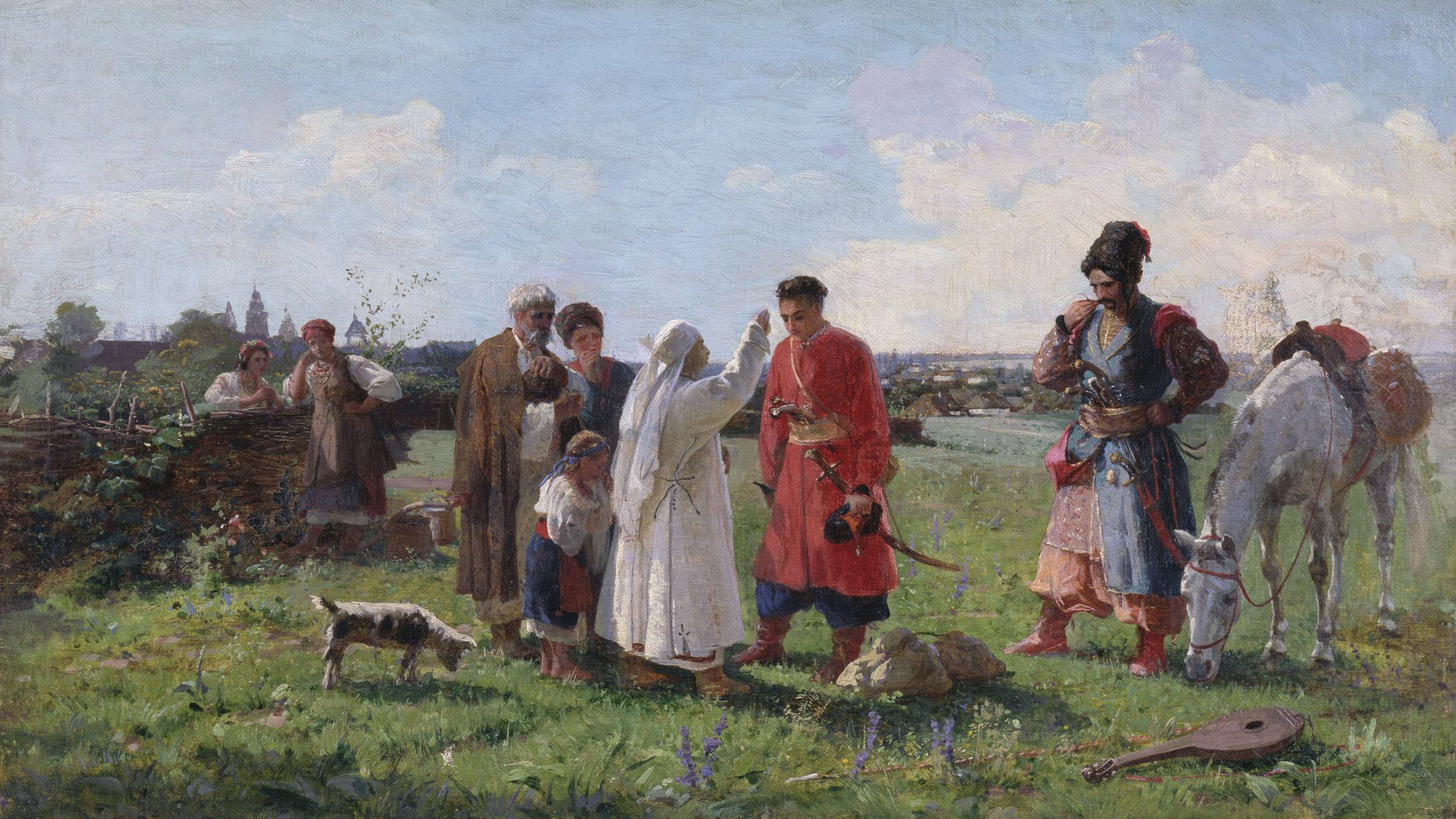
Adieu au Sitch.